# Alejandra Gollas
Alejandra Gollas (n. Ciudad de México, México; 7 de febrero de 1976) es una actriz de televisión y cine, reconocida por interpretar a Adrianita, la hermana de Adela Noriega en la telenovela Quinceañera de 1987.

## Filmografía

### Telenovelas
- Amigas y rivales...(2001) Jessica
- DKDA...(1999) Enfermera
- Tenías que ser tú... (1992)
- Mi segunda madre... (1989) Leticia (niña)
- Quinceañera... (1987) Adriana Fernández Sarcoser

### Series
- La familia P. Luche... (2002) Chica de la disco (Capítulo "Solteros")
- Tiempos difíciles... (1989) Jennifer
- La hora marcada… (1989) Lolita (Capítulo “Yo quiero a mi mamá”)

### Películas
- Amor no es amor... (2020) Reyna/Emilia[4][5]
- Amor a primera visa...(2013) Maestra de Inglés
- 31 días...(2012) Silvia
- El viaje de la Nonna...(2007) Mariana
- Efectos secundarios...(2006) Mimi Miranda
- Fidel...(2002) Haydeé Santamaria
- Vivir mata... (2002) Regina
- El segundo aire... (2001) Beatrice
- Padres culpables...(2001) Elsie
- Todo el poder... (1999) Asistente de Gabriel

### Videoclips
- En el 2000 (tema de Natalia Lafourcade)